# Corpa
Corpa er en by og kommune i det centrale Spanien i Madrid-regionen. Den har et indbyggertal på 792 (2024) indbyggere.